# ال آرمیت
ال آرمیت (انگلیسی: Elle Armit؛ زادهٔ ۲۰ اوت ۱۹۹۱) بازیکن زن واترپلو اهل استرالیا است.
وی در مسابقات کشوری و بین‌المللی در مجموع برندهٔ ۱ مدال طلا، ۱ مدال نقره شده است.